# 아티키주
아티키주(그리스어: Αττική)는 그리스의 주 가운데 하나로, 주도는 그리스의 수도이기도 한 아테네이며 면적은 3,808.10km2, 인구는 3,828,434명(2011년 기준), 인구 밀도는 1,000명/km2이다. 그리스의 수도인 아테네를 포함한 주변 지역을 관할하며 동아티키현, 서아티키현, 아테네현, 피레아스현이 이 지역에 속한다.
아티키주는 오늘날 남부 그리스 일대에 위치하고 있다. 아테네(아티나)를 비롯하여 피레아스, 엘레프시나, 메가라, 라브리온, 마라소나스 등의 도시들이 위치하고 있으며, 펠로폰네소스반도의 일부 지역과 살라미나섬, 에기나섬, 포로스섬, 이드라섬, 스페체스섬, 키티라섬, 안티키티라섬 등도 이 지역에 속한다. 이 지역에는 총 375만명이 살고 있으며, 이 중 95%가 아테네 대도시권역에 거주하고 있다.

## 같이 보기
- 아티키